# Eremobates ingens
Eremobates ingens  (лат.) — вид паукообразных членистоногих семейства Eremobatidae рода Eremobates. Впервые описан в 1942 году. Является эндемиком Мексики.